# Sophia Topley
Sophia Louise Sydney Topley, rozená Cavendishová (* 18. března 1957) je třetím dítětem a druhou přeživší dcerou Andrew Cavendishe, 11. vévody z Devonshiru a jeho manželky Deborah Mitford. Je také mladší sestrou Peregrina Cavendishe, 12. vévody z Devonshiru.

## Manželství
Sophia se provdala celkem třikrát:
Poprvé se vdala za Anthony Williama Lindsaye Murphyho dne 20. října 1979. Rozvedli se v roce 1987 a neměli spolu žádné děti.
Jejím druhý manželem byl Alastair Morrison (pozdější 3. baron z Margadale), kterého si vzala 19. července 1988. Rozvedli se v roce 1999. Měli spolu 3 děti:
- Declan James Morrison (* 11. července 1993)
- Nancy Lorna Morrison (* 22. ledna 1995)

Dne 25. listopadu 1999 se provdala za Williama Topleyho, se kterým žije až dodnes.